# Minderleister
Minderleister (englisch underachiever, aus englisch to achieve „etwas zustande bringen“, „ein Ziel erreichen“ oder englisch low performer, niederl. Onderpresteren) sind Personen, die dauerhaft unterhalb ihrer körperlichen oder psychischen Leistungsfähigkeit bleiben. Der Gegensatz dazu sind die Overachiever (oder Overperformer).

## Allgemeines
Wichtige Leistungssektoren, bei denen die Minderleistung eine große Rolle spielt, sind die Schulleistung, Arbeitsleistung oder Sportleistung. Gemessen wird die tatsächlich erbrachte Leistung im Durchschnitt mit Menschen im a) gleichen Lebensalter (sog. Altersgenossen) und b) gleichen Maßstab der zu erwartenden Leistung. Die Leistung ergibt sich für Schüler aus Schulnoten (Leistungsbeurteilungen, Schulzeugnissen), bei Arbeitnehmern aus Beurteilungen (Leistungsbeurteilung, Mitarbeiterbewertung, dienstliche Beurteilung) und bei Sportlern durch Sportnoten. Die dauerhaft über dem Notendurchschnitt (Leistungshoch) liegenden Personen sind entsprechend Overachiever (oder Overperformer), die dauerhaft darunter liegenden (Leistungstief) heißen Minderleister. Leistungsmaßstab können auch Erwartungen, Anforderungen oder Zielvereinbarungen sein.

## Schüler

### Begriff
Am häufigsten werden die Begriffe Minderleister oder Minderleistung auf Schüler angewandt. Als Minderleister gelten Schüler, die in ihren schulischen Leistungen weit unter dem Niveau ihrer intellektuellen Möglichkeiten zurückbleiben oder die „trotz einer nachweislich sehr hohen Intelligenz in der Schule keine überdurchschnittlichen oder sogar unterdurchschnittliche Leistungen erbringen“ (Hochbegabte). Es handelt sich um Schüler, die weit hinter dem zurückbleiben, was sie aufgrund ihrer Dispositionen zu leisten imstande wären.

### Ursachen
Die Ursachen für eine Minderleistung bzw. erwartungswidrige Leistung sind nicht eindeutig zu bestimmen, im Falle der Hochbegabung beispielsweise können sie „in den seltensten Fällen nur einer einzigen Verursachung zugeschrieben werden.“ Sie liegen vermutlich simultan zum einen auf schulischer Seite (z. B. wenig motivierender Unterricht), auf Seiten der Familie (z. B. Desinteresse am schulischen Fortkommen des Kindes, problematischer Erziehungsstile, überhöhte Leistungserwartung) wie auch auf Seiten des Schülers (z. B. Persönlichkeitsmerkmale wie Angst, Anstrengungsvermeidung). Von der Motivationsstruktur her sind Minderleister eher unterdurchschnittlich leistungsmotiviert, aber überdurchschnittlich auf pädagogische Unterstützung angewiesen.
Ein Grund für die Minderleistung kann in dem übersteigerten Leistungsanspruch liegen, der kennzeichnend für viele Hochbegabte ist: „Das faktische Leistungsvermögen Hochbegabter hängt wesentlich von der Fähigkeit ab, die Unsicherheit beim Arbeiten und die Unzufriedenheit über die Unvollkommenheit einer abgeschlossenen Arbeit zu ertragen“, schreibt Andrea Brackmann. Danach tun sich die so genannten „Minderleister“ schwer damit, zwischen ihrer hohen Leistungserwartung und ihrem realen Leistungsvermögen zu vermitteln.
Ebenso kann die an vielen Stellen erwähnte Unruhe und Nervosität, die nicht leicht von dem Erscheinungsbild des ADHS zu unterscheiden ist, zu einer Minderleistung führen. Denn sowohl für einige Hochbegabte als auch für Personen mit ADHS gilt, dass die „Reizoffenheit“ und „hohe Sensibilität der Sinne“ die Konzentrationsfähigkeit negativ beeinflussen kann.
Mitverantwortlich für eine niedrige Motivation kann auch ein negatives Selbstkonzept sein. Das kann durch eine „einengende, normierende, entwertende oder ausgrenzende Haltung der Umwelt“ oder der Eltern hervorgerufen sein; das kann aber auch, wie Brackmann und Scheidt in ihrer psychotherapeutischen Praxis feststellten, durch ein negatives Selbstkonzept der Eltern verursacht sein. Im Umfeld der Minderleister und Leistungsverweigerer fand sich nicht selten wenigstens ein hochbegabter Elternteil, der seine eigenen Kapazitäten hartnäckig verdrängte.
Die Verwendung des Begriffs „Minderleister“ führt zu einer wenig hilfreichen Stigmatisierung, die vorrangig der Entlastung aller Mitverantwortlichen (Gesellschaft, Bildungseinrichtungen, Elternhaus) diene.

### Minderleister unter Hochbegabten
Zu Hochbegabten (Personen mit einem IQ über dem 98. Perzentil bzw. mindestens zwei Standardabweichungen) und Minderleistungen gibt es folgende Erkenntnisse:
- In manchen Ratgeberbüchern (und auch in einigen wissenschaftlichen Artikeln) werden bis zu 50 % Minderleister unter den Hochbegabten angegeben. Wie viele Minderleister identifiziert werden, hängt letztlich nur davon ab, wie man „Minderleistung“ definiert.
- Der statistisch zu erwartende Anteil Minderleister im Sinne von Schulleistungen unterhalb des Medians an den Hochbegabten beläuft sich auf 12 % bis 13 %.[8]
- Das Marburger Hochbegabtenprojekt definiert als Minderleistung für Hochbegabte jede Abweichung von der Normleistung
  - Besuch des Gymnasiums,
  - keine Wiederholung einer Klassenstufe,
  - Notendurchschnitt 3,0 oder besser.

Unter den untersuchten hochbegabten Schülern lag der Anteil der Minderleister bei 15 %.

## Arbeitnehmer

### Begriff
Minderleister sind Arbeitnehmer, die ihre persönliche Leistungsfähigkeit nicht voll ausschöpfen und dadurch unter der durchschnittlichen Leistung vergleichbarer Arbeitnehmer bleiben. Der Arbeitnehmer hat keine Arbeitsleistung „mittlerer Art und Güte zu erbringen“, sondern muss seine Arbeitskraft unter Anspannung der ihm möglichen Fähigkeiten ordnungsgemäß verrichten, mithin sorgfältig und konzentriert und unter Ausschöpfung seiner ihm möglichen Fähigkeiten und Fertigkeiten arbeiten. Quantitative oder qualitative Minderleistungen unter der Hälfte der durchschnittlichen Normalleistung bedeuten ein graduelles Leistungsdefizit, das tatbestandlich eine verhaltensbedingte Kündigung rechtfertigt.
Zur Eingliederung von Arbeitnehmerinnen und Arbeitnehmern, deren Vermittlung wegen in ihrer Person liegender Gründe erschwert ist, können Arbeitgeber einen Zuschuss zum Arbeitsentgelt zum Ausgleich einer Minderleistung erhalten (Eingliederungszuschuss; § 88, § 90  SGB III).

### Rechtsfragen
Als nicht mit dem Arbeitsvertrag konforme Arbeitsleistung gilt die Nichterfüllung, Schlechterfüllung oder die Verletzung vertraglicher Nebenpflichten. Der Arbeitnehmer verletzt seine Arbeitspflicht, wenn er schuldhaft die geschuldete Arbeitsleistung nicht erbringt, ohne dass ein Befreiungstatbestand vorliegt (Nichterfüllung) oder die geschuldete Arbeitsleistung mangelhaft erbringt (Schlechterfüllung). Nichterfüllung liegt vor, wenn der Arbeitnehmer nicht zur Arbeit erscheint, lediglich körperlich anwesend ist (innere Kündigung) oder ausschließlich private Arbeiten erledigt. Da Nacherfüllung wegen des Dauerschuldverhältnisses unmöglich ist, erhält er nach dem Grundsatz „ohne Arbeit kein Lohn“ kein Arbeitsentgelt (§ 326 Abs. 1 Satz 1 BGB). Hat der Arbeitnehmer die Unmöglichkeit zu vertreten, gilt § 323 BGB.
Schwieriger sind die Fälle der Schlechterfüllung, bei der zwar eine Arbeitsleistung erbracht wird, aber von der geschuldeten qualitativ (Arbeitsqualität, Fehlerquote) oder quantitativ (Arbeitsintensität, Arbeitsvolumen) ungünstig abweicht. Eine Kürzung des Arbeitsentgelts ist hier nicht möglich.
Das Bundesarbeitsgericht (BAG) nahm im Dezember 2003 zur Arbeitsleistung wie folgt Stellung: „Ist die Arbeitsleistung im Vertrag, wie meistens, der Menge und der Qualität nach nicht oder nicht näher beschrieben, so richtet sich der Inhalt des Leistungsversprechens zum einen nach dem vom Arbeitgeber durch Ausübung des Direktionsrechts festzulegenden Arbeitsinhalt und zum anderen nach dem persönlichen, subjektiven Leistungsvermögen des Arbeitnehmers. Der Arbeitnehmer muss tun, was er soll, und zwar so gut, wie er kann. Die Leistungspflicht ist nicht starr, sondern dynamisch und orientiert sich an der Leistungsfähigkeit des Arbeitnehmers. Ein objektiver Maßstab ist nicht anzusetzen ... Der Dienstverpflichtete schuldet das ‚Wirken‘, nicht das ‚Werk‘“.

### Arten
Verhaltensbedingte Minderleistung ist eine Leistungsstörung, die auf den fehlenden Willen und die fehlende Leistungsbereitschaft zurückzuführen ist. Eine personenbedingte Minderleistung liegt vor, wenn zwar der erforderliche Wille und die Leistungsbereitschaft vorhanden sind, aber diese wegen nicht steuerbarer Umstände (Krankheit) nicht abgerufen werden können. Außerdem ist zu unterscheiden zwischen Leistungsmängeln und Eignungsmängeln. Leistungsmängel stellen eine „willentliche Minderleistung“ dar, weil der Arbeitnehmer seine Arbeitskraft zurückhält und nicht die ihm mögliche Leistung bringt. Eignungsmängel lassen die erforderlich Qualifikation vermissen oder sind auf altersbedingte, krankheitsbedingte oder physische/geistige Ursachen zurückzuführen.

### Rechtsfolgen
Es drohen die Kürzung oder Streichung von Sondervergütungen, Gehaltskürzung, Strafversetzung oder Änderungskündigung. Jedenfalls ist die Minderleistung ein Karrierehindernis, die im Rahmen der Sozialauswahl des § 1 Abs. 3 KSchG zu einer Kündigung führen kann. Mit der herrschenden Meinung steht die Rechtsprechung zur Minderleistung als Kündigungsgrund (englisch Low-Performer-Kündigung) in Einklang. Erbringt der Arbeitnehmer eine erheblich unterdurchschnittliche Arbeitsleistung über einen längeren Zeitraum hinweg, kann dies unter Umständen eine verhaltens- oder personenbedingte Kündigung im Sinne des § 1 Abs. 2 KSchG sozial rechtfertigen. Dies gilt vor allem, wenn er nicht so gut arbeitet, wie er eigentlich kann.

## Sportler
Vor allem im Leistungssport spielt die Minderleistung eine Rolle. Qualifikationen stellen hier eine wichtige Hürde dar, bei der eine Minderleistung die Nichtteilnahme oder das Ausscheiden aus einem Wettkampf zur Folge hat. Wichtiges Indiz für sportliche Minderleistungen sind die Relegation beim Abstieg, der Abstieg in eine niedrigere Liga oder die Disqualifikation. Im Profisport ist der Sportler als Arbeitnehmer anzusehen, so dass hier das Arbeitsrecht zur Anwendung kommt. Die Leistungsverweigerung im Sport ist eine auf bestimmte Absichten des Sportlers zurückzuführende Minderleistung.

## Börsenhandel
Im Börsenjargon werden unter der Performance die Underperformer, Performer oder Overperformer unterschieden, je nachdem, ob die Marktentwicklung von Effekten oder sonstigen Basiswerten eine bestimmte Benchmark (Aktienindex, Rendite) dauerhaft unterschreitet, marktkonform verläuft oder überschreitet. „Underperformer“ sind beispielsweise Aktien, die hinter den Erwartungen zurückbleiben oder kurz- bis mittelfristig unterhalb des allgemeinen Börsentrends liegen.